# Bel Canto (novela)
Bel Canto es la cuarta novela de la autora estadounidense Ann Patchett, publicada en 2001 por Perennial, un sello de HarperCollins Publishers. Fue galardonada con el Premio Orange de Ficción y el Premio PEN/Faulkner de Ficción. Fue incluida en varias listas de los mejores libros, incluida la de los mejores libros del año de Amazon (2001). También fue adaptada como ópera en 2015.
Basada en la crisis de rehenes de la embajada japonesa (también llamada Crisis de Lima) de 1996-1997 en Lima, Perú,  la novela sigue las relaciones entre un grupo de jóvenes terroristas y sus rehenes, que en su mayoría son ejecutivos y políticos de alto perfil, a lo largo de varios meses. Muchos de los personajes forman lazos de amistad inquebrantables, mientras que algunos se enamoran.
La ópera es un tema central en muchos niveles a lo largo de la historia; el término operístico bel canto significa literalmente "canto hermoso".

## Trama
Ambientada en un país sudamericano no especificado, la historia comienza en una fiesta de cumpleaños celebrada en la casa del vicepresidente del país en honor de Katsumi Hosokawa, el presidente visitante de una gran compañía japonesa y entusiasta de la ópera. Como pretexto no tan sutil para lograr que Hosokawa invierta en el país, está previsto que la famosa soprano estadounidense Roxane Coss actúe como el plato fuerte de la fiesta.
En cuanto Coss termina su última canción, se apagan todas las luces en la casa del vicepresidente. Una banda de terroristas irrumpe en la sala, donde están reunidos los invitados, y exige que el presidente del país se presente. Resulta que el presidente no está en la fiesta; se ha quedado en casa viendo una popular telenovela. Frustrados en sus intenciones originales y sin un plan de contingencia, los terroristas inician un enfrentamiento con el gobierno.
A medida que el enfrentamiento se prolonga se desarrollan dos relaciones románticas que sirven como telón de fondo para el resto de la historia. La primera es entre Coss y Hosokawa, quienes desarrollan un vínculo profundo a pesar de que no hablan el idioma del otro y, por lo tanto, no pueden comunicarse verbalmente. La segunda relación es entre el traductor Gen y la joven terrorista Carmen, quienes deben mantener su amor en secreto. Los dos amantes se encuentran cada noche en el armario de porcelana.
Al final de la novela, el gobierno irrumpe en la casa y mata a todos los terroristas. Todos los rehenes son liberados excepto Hosokawa, quien es baleado por las fuerzas gubernamentales durante el forcejeo.
En un epílogo que tiene lugar algunos años después, los exrehenes Simon Thibault y su esposa se encuentran con Gen y Roxane, quienes se casan en Italia.

## Personajes
Katsumi Hosokawa es un magnate empresarial japonés, casado y con dos hijas. Tiene un fuerte vínculo con su joven traductor Gen. No habla español y debe usar Gen para todas las comunicaciones en el país anfitrión. Desde que asistía a una actuación con su padre cuando era niño, la ópera ha sido su mayor amor y le apasiona la soprano Roxane Coss, de quien ha escuchado grabaciones. Él se enamora de la mujer durante el tiempo que están juntos. Sin embargo, sabe que su relación sólo puede durar mientras dure el enfrentamiento. En las escenas finales, los soldados del país anfitrión lo matan a tiros cuando intenta salvar a la terrorista adolescente Carmen.
Roxane Coss es una soprano estadounidense de renombre internacional. Al principio es una prima donna que se distingue del resto de invitados, pero con el tiempo comienza a vincularse con los demás cuando recibe una caja de partituras musicales y comienza a cantarles todas las mañanas. Comienza una relación con el Hosokawa, de quien se enamora, y con quien finalmente se casa. 
Gen Watanabe es el traductor y asistente de Hosokawa. Es un joven tranquilo, sensible y talentoso que habla varios idiomas. Como traductor, suele estar en el centro de la acción de la novela, aunque es el único rehén, además de un sacerdote, que no es fabulosamente rico ni poderoso. Él comienza a darle clases particulares a Carmen cuando ella le pide que le enseñe a leer y escribir en español e inglés, y comienzan a reunirse cada noche en el armario de porcelana para estudiar y finalmente hacer el amor.
Joachim Messner es un representante suizo de la Cruz Roja. quien negocia entre el gobierno y los terroristas. Él es la única persona a la que se le permite entrar y salir de la mansión. 
Carmen es la terrorista a la que Gen ama. Carmen permanece de incógnito bajo la apariencia de un terrorista masculino durante la primera parte de la novela. El líder de la organización, el general Benjamín, se da cuenta de la belleza de la joven y comenta que, «si hubiera sido así de guapa antes, nunca la habría dejado alistarse». A menudo reza a Santa Rosa de Lima. Muere en el tiroteo final antes de que Gen pueda llegar hasta ella. En los artículos periodísticos posteriores no se deja constancia de su existencia.
Simon Thibault es el embajador de Francia en el país sudamericano donde se ambienta la novela. Como añora a su esposa Edith, quien es liberada pronto junto con el resto de las mujeres y los niños, Thibault es el rehén más infeliz durante el largo enfrentamiento. Pasa gran parte de su tiempo cocinando tanto para los rehenes como para los terroristas, y casi siempre lleva la bufanda de Edith. Él y Edith se reencuentran después del enfrentamiento y son testigos del matrimonio de Gen y Roxane en el capítulo final.

## Proceso creativo
Patchett se inspiró en la toma de la residencia del embajador de Japón en Lima mientras observaba cómo se desarrollaban los acontecimientos en las noticias y pensó en lo operística que era la crisis. Patchett era una novata en la ópera antes de escribir el libro, aunque ha declarado que el personaje de Roxane se inspiró en Karol Bennett, una conocida suya que era cantante de ópera. Como no estaba familiarizada con la voz de Bennett, escuchó grabaciones de la famosa soprano estadounidense Renée Fleming e imaginó que Roxane Coss poseía la voz de Fleming. (Patchett y Fleming se hicieron amigos sólo después de que se publicó la novela).
El título provisional original era How to Fall in Love with Opera (Cómo enamorarse de la ópera), pero su editor le aconsejó no hacerlo por temor a que las librerías lo colocaran incorrectamente en su sección de "cómo hacerlo".  El manuscrito contenía originalmente un prólogo desde la perspectiva de Gen, estableciendo el libro como una historia sobre cómo conoció a su esposa. Sin embargo, la mentora de Patchett, Elizabeth McCracken, le dijo que el prólogo no era necesario, por lo que Patchett lo omitió.
Patchett ha declarado que siempre quiso escribir con un narrador omnisciente en tercera persona que "vaya de persona en persona dentro de una habitación", un estilo que ella llama " Ana Karenina en tercera persona". Sus dos primeras novelas fueron en primera persona y su tercera en tercera persona, pero se limitaba a la perspectiva de un solo personaje. Se sintió complacida cuando pudo escribir en este estilo para Bel Canto, y consideró que su logro en este estilo era un avance en su escritura.

## Recepción
Según Book Marks, principalmente de publicaciones estadounidenses, el libro recibió un consenso "elogioso", basado en siete reseñas de críticos: cuatro "elogiosas" y tres "positivas".
Sue MacGregor, locutora y presidenta del jurado del Premio Orange, elogió la obra: «Es una obra excelente, que combina ternura y peligro de forma impresionante».  El crítico Alex Clark elogió la amplia gama de la obra de Patchett, que «abarca tanto destellos de brutalidad y terror como largos tramos de hastío carcelario».  Varias reseñas señalan una desviación estilística de las obras anteriores de Patchett y atribuyen al Bel Canto el mérito de haberla impulsado a la fama nacional.
El crítico James Polk elogió ampliamente la novela, pero señaló que Patchett "se esforzó demasiado" para resaltar los rasgos humanizadores de los terroristas, lo que, según él, "disminuyó la tensa ambivalencia de la historia, haciendo que algunas escenas cerca del final suenen casi como relatos de una juerga de Boy Scouts".  Otros críticos también critican el ritmo lento  y las caracterizaciones poco realistas   aunque otros críticos atribuyen esto al tipo de realismo mágico de Patchett.
Bel Canto ha sido traducido a más de 30 idiomas. Según Patchett, estuvo previsto que se convirtiera en una película cinco o seis veces, un musical de Broadway y una ópera de Aaron Jay Kernis, encargada para la temporada 2006 de la Ópera de Santa Fe, todo lo cual fracasó,  hasta que la ópera se concretó en 2015 y la película en 2018.

## Adaptaciones
- La novela ha sido adaptada bajo el mismo título en una ópera por el compositor Jimmy López con libreto de Nilo Cruz. Se estrenó en la Ópera Lírica de Chicago el 7 de diciembre de 2015.[19]
- En 2018 se estrenó una adaptación cinematográfica del homónima del director Paul Weitz con Julianne Moore y Ken Watanabe. [20][21]  Javier Ocaña comentó  en El País: "La película se inspira en un hecho real, pero ni a Paul Weitz, director de Bel canto. La última función, ni a Ann Patchett, autora de la novela en la que se basa, les interesa una sola migaja de la trascendencia política internacional del secuestro de 72 personas durante 126 días en la residencia del embajador japonés en Lima, entre el 17 de diciembre de 1996 y el 22 de abril de 1997, entre ellas numerosos diplomáticos, militares de alto rango e importantes empresarios. Ambos anteponen la sentimentalidad,"[22]
- La serie de televisión Archer parodió Bel Canto durante su séptima temporada con un arco de dos episodios llamado "Bel Panto": los visitantes de un evento benéfico son tomados como rehenes por un grupo de payasos que buscan robar un collar de joyas de una actriz rica.[23]